# Риккарди, Никколо
Никколо Рикарди (итал. Niccolò Riccardi; 1585, Генуя — 30 мая 1639, Рим) — итальянский богослов и проповедник, преподаватель, духовный писатель.
В юности был послан родителями в Испанию для получения духовного образования; поступил в орден доминиканцев и при монастыре св. Павла изучал богословие и философию, затем учился в Вальядолиде. После окончания учёбы стал профессором томистического богословия в Пинции и вскоре получил широкую известность своими проповедями; в частности, его слушал и высоко оценил как проповедника испанский король Филипп III. С 1621 года жил в Риме и был доверенным лицом папы римского Урбана VIII и тогда же был назначен им регентом колледжа св. Фомы. В 1629 году Урбан VIII назначил его богословом Папского Дома, а вскоре после этого также папским проповедником.
Главные работы: «Ragionamenti Sopra le litanie» (1626) и «Historiae concilii Tridentini emaculatae Synopsis» (1627).